# Pryzmat Sénarmonta

Zasada działania pryzmatu Sénarmonta

Pryzmat Sénarmonta, zwany też kompensatorem Sénarmonta – polaryzator wykonany z dwóch pryzmatów w postaci prostokątnych klinów z dwójłomnego kryształu (np. kalcytu) złączonych razem na przeciwprostokątnych, zwykle sklejonych. Pryzmat Sénarmonta nosi imię po Henri Hureau de Sénarmont. Jest podobny do pryzmatów Rochona i Wollastona. 
W pryzmacie Sénarmonta promień spolaryzowany s (z niem. senkrecht tj. promień o kierunku polaryzacji prostopadłym do płaszczyzny ilustracji, w której zawarte są wszystkie promienie) przechodzi bez odchylenia, podczas gdy promień spolaryzowany p (z niem. parallel tj. o kierunku polaryzacji w płaszczyźnie ilustracji) jest odchylany na styku klinów wewnątrz pryzmatu. Oba promienie wchodzące do pierwszego klina pryzmatu są promieniami zwyczajnymi (z ang. ordinary ray), gdyż kierunki polaryzacji obu promieni są prostopadłe do osi optycznej kryształu będącej kierunkiem propagacji. W drugim klinie pryzmatu promień spolaryzowany prostopadle s pozostaje promieniem zwyczajnym spolaryzowanym prostopadle do osi optycznej kryształu, podczas gdy promień spolaryzowany równolegle p staje się promieniem nadzwyczajnym (z ang. extraordinary ray) ze składową polaryzacyjną wzdłuż osi optycznej kryształu. W rezultacie promień spolaryzowany prostopadle s nie jest odchylany, gdyż wypadkowy współczynnik załamania światła nie zmienia się na miedzy kryształ-klej-kryształ, zasię fala spolaryzowana równolegle p jest załamywana, ponieważ wypadkowy współczynnik załamania zmienia się po zmianie z promienia zwyczajnego na nadzwyczajny. 
Pryzmat Sénarmonta ma budowę i działanie podobne do pryzmatu Rochona, gdyż w obu polaryzatorach promień nie odchylony jest promieniem zwyczajnym, natomiast promień odchylony jest promieniem nadzwyczajnym. Jednakże w pryzmacie Rochona to promień spolaryzowany równolegle p pozostaje promieniem zwyczajnym po obu stronach miedzy kryształ-klej-kryształ, a zatem nie jest odchylany, podczas gdy promień spolaryzowany prostopadle s zmienia się z promienia zwyczajnego na promień nadzwyczajny i dlatego jest odchylony.